# Caesalpinia palmeri
Caesalpinia palmeri är en ärtväxtart som beskrevs av Sereno Watson. Caesalpinia palmeri ingår i släktet Caesalpinia och familjen ärtväxter. Inga underarter finns listade i Catalogue of Life.